# Coulombiers (Vienne)
Coulombiers – miejscowość i gmina we Francji, w regionie Nowa Akwitania, w departamencie Vienne.
Według danych na rok 1990 gminę zamieszkiwały 962 osoby, a gęstość zaludnienia wynosiła 34 osób/km² (wśród 1467 gmin regionu Poitou-Charentes Coulombiers plasuje się na 324. miejscu pod względem liczby ludności, natomiast pod względem powierzchni na miejscu 196.).